# Takehiko Orimo
Takehiko Orimo (折茂武彦, Orimo Takehiko), né le 14 mai 1970, à Ageo, au Japon, est un joueur japonais de basket-ball. Il évolue au poste d'arrière. 